# Elaphoglossum florencei
Elaphoglossum florencei là một loài dương xỉ trong họ Dryopteridaceae. Loài này được Rouhan mô tả khoa học đầu tiên năm 2008.
Danh pháp khoa học của loài này chưa được làm sáng tỏ. 